# Suderburg
Suderburg település Németországban, azon belül Alsó-Szászország tartományban. Lakosainak száma 4691 fő (2023. december 31.). Suderburg Gerdau és Eimke községekkel határos.

## Népesség
A település népességének változása:
| Lakosok száma | 4579 | 4602 | 4546 | 4625 | 4703 | 4691 |
|               | 2016 | 2017 | 2019 | 2021 | 2022 | 2023 |